# Uroplatus henkeli
Uroplatus henkeli là một loài thằn lằn trong họ Gekkonidae. Loài này được Böhme & Ibisch mô tả khoa học đầu tiên năm 1990.

## Hình ảnh

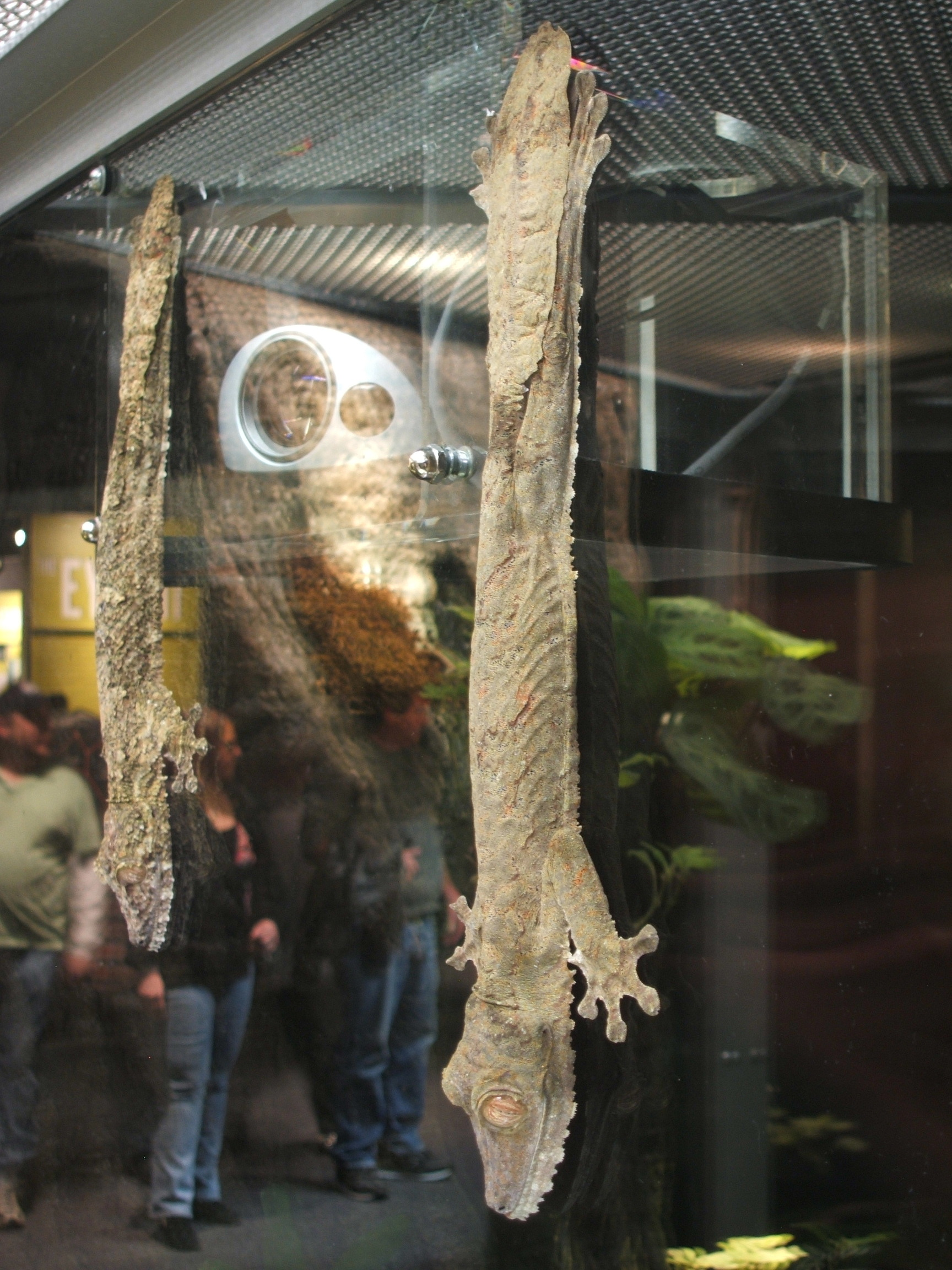
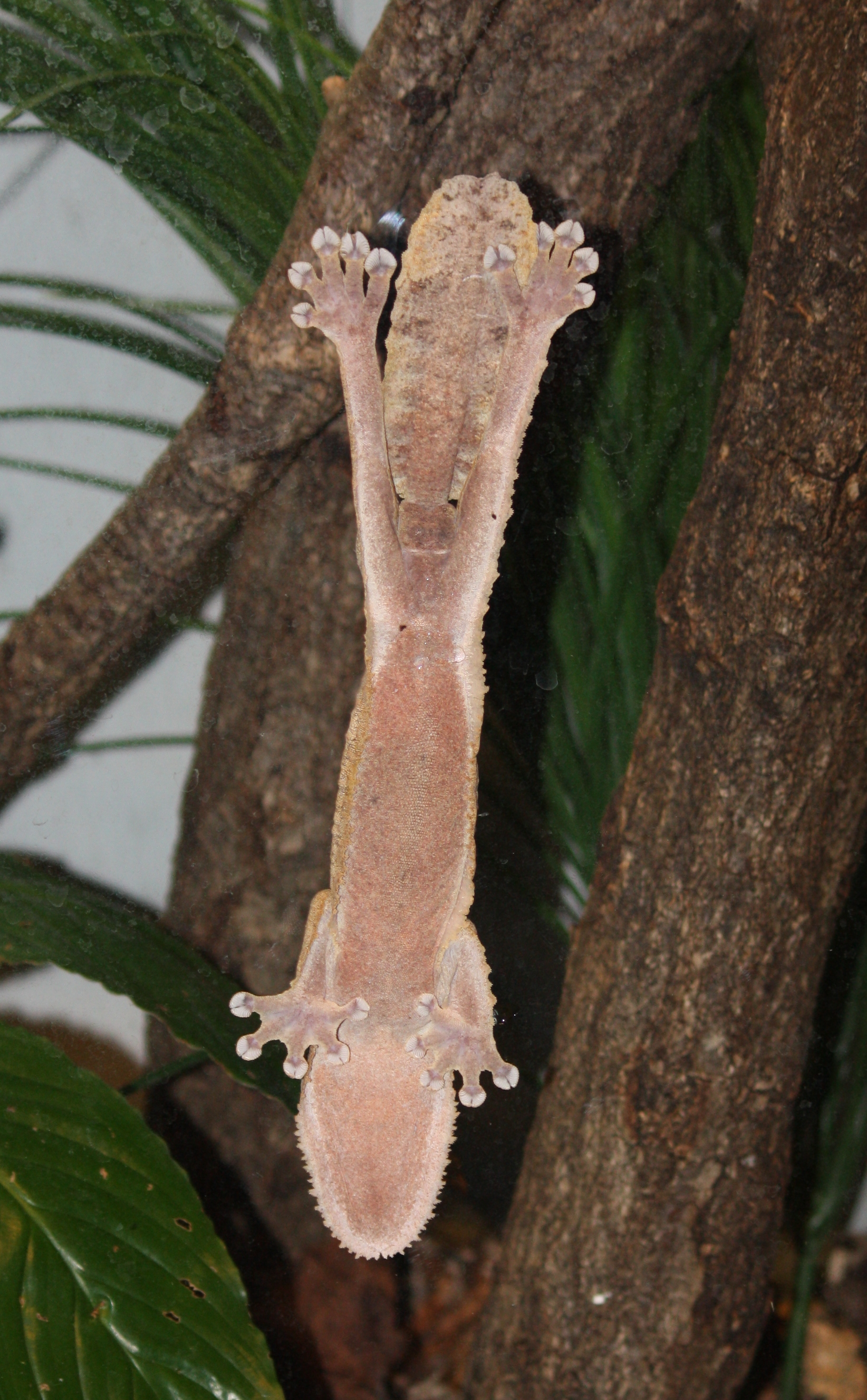
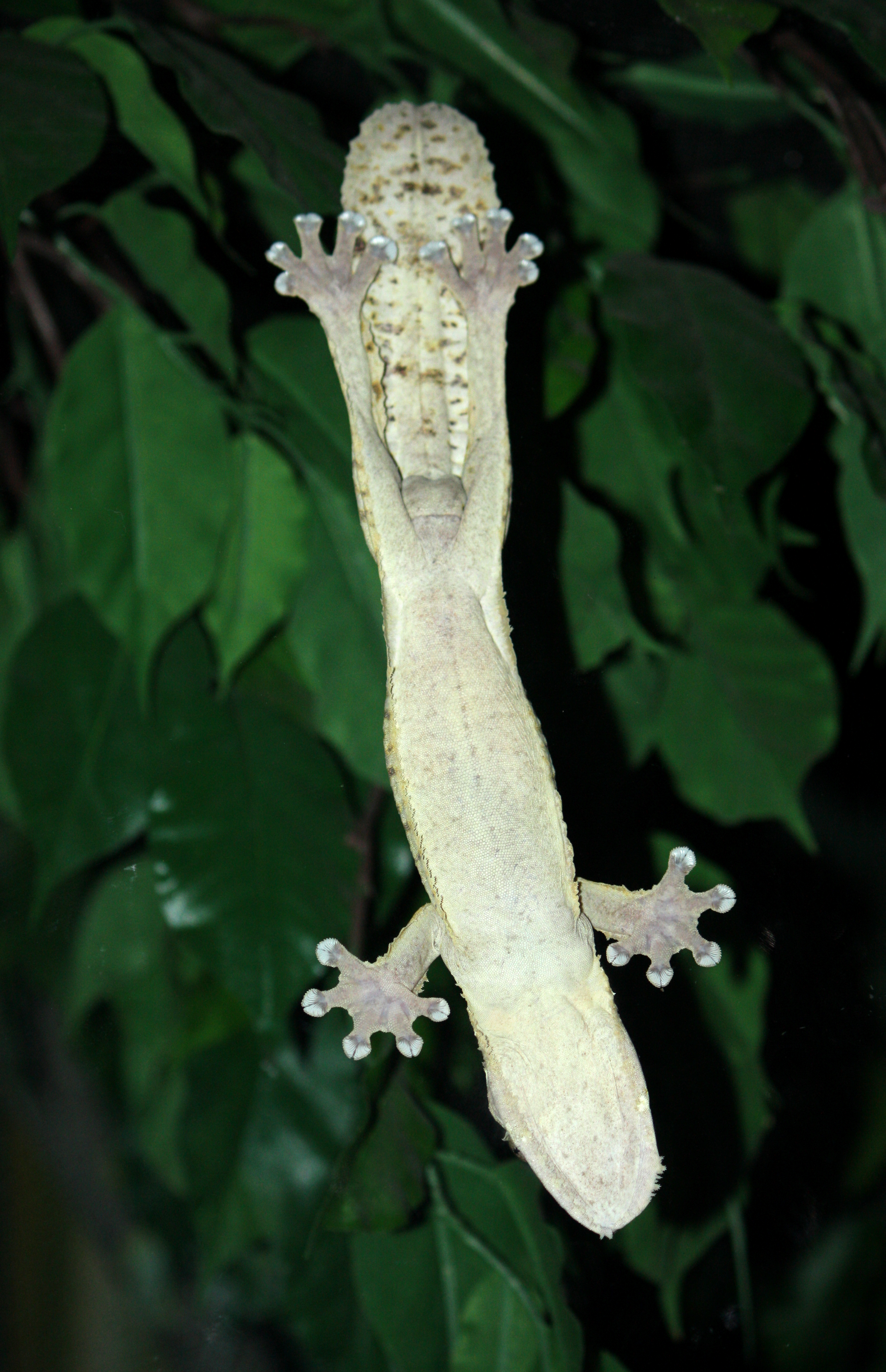
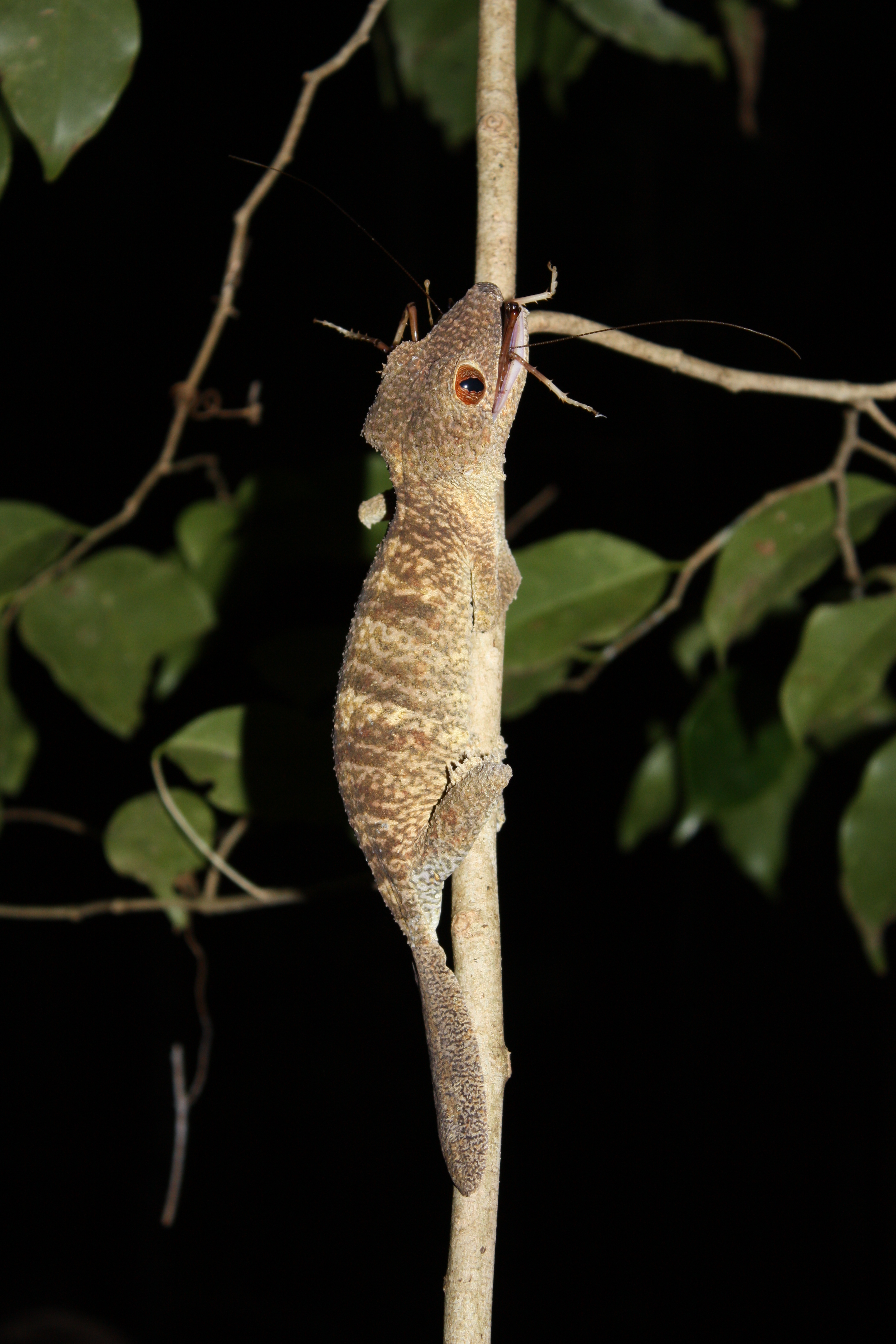